# 주용만
주용만(1957년 2월 7일 ~ )은 대한민국의 배우이다.
배문고등학교 졸업을 거쳐 서울예술전문대학 영화학과를 나온 그는 1975년 연극배우 첫 데뷔 후 1976년 TBC(동양방송)에 특채되었으며 군대 복무를 마친 후 1981년 KBS 공채 탤런트 8기로 정식 데뷔하였다. 배우 주선태는 그의 아버지다.

## 출연작

### 드라마
- 1986년 KBS1 6.25 특집드라마 《백마고지》
- 1987년 KBS1 대하드라마 《토지》
- 1988년 KBS1 일일연속극 《사랑의 기쁨》
- 1994년 MBC 의학드라마 《종합병원》 ... 강대종 역
- 1995년 SBS 일일시트콤 《LA아리랑》
- 1996년 MBC 미니시리즈 《그들의 포옹》 ... 우길상 역
- 1996년 MBC 주말연속극 《위험한 사랑》 ... 세민 역
- 1997년 MBC 청춘시트콤 《남자 셋 여자 셋》 ... 홍경인에게 가수 제의를 요구한 문화기획 사장 주용만 역
- 1997년 SBS 주간드라마 《천일야화》
- 1997년 MBC 아침드라마 《사랑과 이별》 ... 박수철 역
- 1999년 SBS 주말극장 《젊은 태양》
- 2000년 KBS1 일일연속극 《좋은걸 어떡해》 ... 김석풍 역
- 2001년 KBS2 월화드라마 《귀여운 여인》 ... 박대리 역
- 2002년 MBC 월화 미니시리즈 《위기의 남자》 ... 박광수 역
- 2002년 MBC 수목 미니시리즈 《네 멋대로 해라》 ... 레코드점 주인 역
- 2025년 KBS2 수목시트콤 《빌런의 나라》

### CF
- 1993년 매일유업 바이오거트
- 1994년 팔도 맛땡큐
- 1994년 현대전자 CD비전
- 1995년 영진약품 구론산바몬드S
- 1995년 화승전자 헤쓰
- 1995년 해태제과 보디가드
- 1995년 삼일제약 콜디 부루펜
- 1995년 정보문화사 컴퓨터길라잡이
- 1995년 CJ제일제당 피치엔나
- 1996년 농심 형님소고기라면 (조형기와 함께 출연)
- 1997년 SK신세기통신 디지털 017 (박상원과 함께 출연)
- 1999년 현대증권
- 2002년 농심 김치찌개라면 (권해효와 함께 출연)
- 2002년 황태마을

### 케이블 TV 광고
- 2002년 ~ 2003년 레드크랩
- 2003년 통뼈 감자탕
- 2003년 ~ 2006년 일산의 명물 낙지 전문점 먹물

## 경력
- 주용만의앱마을 최고경영자(CEO)

## 가족
- 아버지 : 주선태
- 형 : 주용식
- 주강희